# Reinhold Messner
Reinhold Andreas Messner (Villnöß (Funes), Dél-Tirol, Olaszország, 1944. szeptember 17. –) dél-tiroli osztrák hegymászó, az alpesi stílusú magashegyi mászás egyik legnagyobb alakja.

## Pályafutása
Messner volt az első, aki egyedül megmászta a Mount Everest csúcsát a monszun ideje alatt (1980), ráadásul még oxigénpalackot sem használt (korábban már megmászta Peter Habelerrel párban, 1978-ban). Elsőként kivitelezett technikailag nehéz szólóutat a Nanga Parbaton, és elsőként mászta meg mind a tizennégy 8000 méternél magasabban fekvő hegycsúcsot (nyolcezresek). 1989. október és 1990. február között Arved Fuchsszal átkeltek gyalogosan az Antarktikán. 
Számos könyvet írt élményeiről, ezek közül magyarra is lefordítottak néhányat.
Létrehozta a „Messner Mountain Museum Project”-et szülőföldjén, Dél-Tirolban (Bozen (Bolzano), Burg Sigmundskron).
Második múzeuma, az egyedülálló tibeti gyűjtemény „Sammlung von Tibetica” (Vinschgau, Schloss Juval) 
2002. június 29-én nyitotta meg kapuit a következő „Messner Mountain Museum” (MMM) a 2181 m magas Monte Rite csúcsán álló első világháborús erődben. A múzeum fő témája a Dolomitok sziklaképződményei. Az 1530 méteres Cibiana-hágóból könnyű gyalogmenettel elérhető.
1999 és 2004 között az Európai Parlament tagja az olasz Zöld Párt képviseletében (Federazione dei Verdi).
Biofarmja van, továbbá termékeny író, több mint 40 könyvet írt.

## Magyarul megjelent könyvei
- A cél: a Mount Everest; ford. Auer Kálmán; Gondolat, Bp., 1984 (Világjárók)
- Egy hegymászó hitvallása; ford., szerk., hely- és névmutató Nemeskürty Harriet, előszó Juhász Árpád; PolgArt, Bp., 2001 ISBN 963-86014-7-7
- A kristályhorizont. Egyedül az Everesten; ford. Simonkay Piroska; Corbis, Bp., 2003
- A végzet hegye. Nanga Parbat – fivérek, halál és magány; ford. Révai Gábor; Park, Bp., 2004 (Veszélyes övezet)
- Az én utam. Egy határhódító számvetése; ford. Kántor Tamás; Geographia, Bp., 2012